# 涿鹿の戦い
涿鹿の戦い（たくろくのたたかい）は、古代中国の伝説の戦いで、軒轅（後の黄帝）が蚩尤を破った一戦である。
『史記』五帝本紀によれば、神農氏の世が衰えたとき、諸侯が互いに侵略しあって百姓を虐げた。蚩尤はその中でひときわ強大であった。軒轅ははじめ炎帝に仕えて戦ったが、後に帝と対立し、味方の諸侯を率いて阪泉の戦いで炎帝を破った。続いて軒轅と蚩尤の争いになり、両軍は涿鹿の野で戦った。蚩尤は敗れて捕えられ、殺された。軒轅は諸侯に推戴されて帝となり、黄帝となった。
また、史記とは逆に涿鹿の戦いの後に阪泉の戦いがあり、涿鹿の戦いは炎黄連合軍と蚩尤の最終決戦であるとする説も存在する。
黄帝を含めた五帝等の話は、もともと各地の様々な神話・伝説であったものを、戦国時代の人が時代順に並べる形式に整えて歴史にしたと考えられており、この戦いも史実とは認めがたい。

## 史料に記載される涿鹿の戦い

### 『逸周書』嘗麦解
昔、上天が初めて黄帝と炎帝を創造したとき、法典を制定し、炎帝に二人の正卿（せいけい）を分掌させた：内部を管理する蚩尤と四方の敵を防ぐ少昊（五帝の一人）である。然るに蚩尤は帝位を逐い、炎帝と涿鹿で争った。炎帝はひどく恐れて、黄帝に救援を求めた。黄帝は蚩尤を捕らえ、中冀でこれを殺し、その地を「絶轡之野」（ぜつはいのや）と名付けた。ついて黄帝は少昊を鳥師（とし）に任命し、五帝の官を統率させた。これ以降、天下は太平となった。

### 『帝王世紀』（『太平御覧』引文）
神農氏が衰えたとき、黄帝は道德を修め、人民を教化して、諸侯はこれに帰順した。黄帝は猛獣を馴致し、神農と阪泉の野で戦い、三たび戦って勝った。ついて黄帝は諸侯を徴集し、神農・力牧・皇直に命じて蚩尤を討伐させ、涿鹿の野でこれを捕らえ、応竜に凶犂の丘で殺させた。五十五度の戦いを経て、天下はことごとく服従した。

### 『路史』蚩尤伝
炎帝の道徳は百工を司る蚩尤を統べるに足らず、蚩尤は叛乱を起こして空桑を伐ち、炎帝を逐い、涿鹿に居住して自ら「炎帝」と号した。蚩尤は魍魎を駆り、雲霧を興し、風雨を祈り、諸侯を放縦した。知者は寒心し、諸侯とともに有熊氏（黄帝）に命を委ねた。黄帝は巫咸（伝説の巫者）に占の結果を問うと、巫咸は「勝つべしと雖も過ちあり」と曰う。黄帝は熊・羆・貔・貅を以て前鋒とし、鵰・鶡・雁・鸇を以て旌旗とし、風后（黄帝の臣）の兵を率いて蚩尤の在る涿鹿の山を攻めたが、三年にわたり九たび戦うも城を陥とせず。黄帝は「五旗」と「五軍」を設け、四面より蚩尤を攻め、三日にして中冀において蚩尤を殺し、その身体と首を分断した。

## 神話に伝承される涿鹿の戦い

### 『山海経』大荒北経・大荒東経
蚩尤が黄帝を討伐した。これに対し黄帝は応竜に命じて涿鹿の野に水を貯めて攻撃させた。蚩尤は風伯・雨師を招き、大风雨を起こした。黄帝は天界より女神・魃を降下させて雨を止め、その後蚩尤を殺した。魃は天界に戻れなくなり、赤水の北に住んだため、北方は干魃に見舞われた。応竜は蚩尤と夸父を殺した後、天界に戻れず、南極の凶犂土丘に住んだため、南方は多雨となった。

### 『清華簡』五紀
黄帝が天下を保有し国を建てると、蚩尤（黄帝の子）は五兵を製作して黄帝に叛こうとした。これにより異変が起こり、百神が恐懼した。黄帝は祭祀を行い、鬼魃・高畏・四荒ら従神に蚩尤討伐を命じ、異常の大霧は収束した。黄帝は黄鉞を執って蚩尤を討ち、勝利の後、「五犠」と「五物」を献上した。その後、黄帝は蚩尤の身体を分解し、「五芒」（植物・器物）に変えて、天下の戒めとした。

### 『龍魚河図』（『太平御覧』引文）
蚩尤には八十一人の兄弟がおり、いずれも獣の身体に人間の言葉を話し、銅の頭に鉄の額を持ち、砂石を食料とし、杖・刀・戟・大弩などの兵器を創造して天下を威震し、虐殺を好み道を失っていた。万民は黄帝を天子に推戴しようとしたが、黄帝は仁義を重んじるため蚩尤に敵わず、天を仰いで嘆いた。すると天帝が玄女を遣わし、「兵信神符」を授けて蚩尤を制圧させ、もって天下を統治させた。蚩尤の死後、天下は再び混乱に陥った。黄帝は蚩尤の像を描かせ、万民は蚩尤が不死性を持つと思い、ことごとく臣従した。

### 『黄帝問玄女兵法』
黄帝が蚩尤と戦い、九たび戦い九たび敗れた。黄帝は泰山に帰り、三日三夜ののち、深い霧の中に人頭鳥身の女神が現れた。黄帝がひれ伏すと、女神は「我は玄女なり、汝は何を問わんとするか」と問うた。黄帝が万戦万勝の法を請うと、これにより玄女の兵法を得た。黄帝は「五旗」（黄竜・白虎・青竜・朱雀・玄武の旗）と「五軍」（宮・商・角・徴・羽、すなわち五音の軍）を設け、三日後に蚩尤の城を攻め破ったという。

### 『墉城集仙録』と『雲笈七籤』九天玄女伝
（西王母の弟子である九天玄女は、黄帝の師である。）昔、黄帝は有熊氏の国君として、炎帝神農の子孫である楡罔を補佐していた。炎帝が衰えると、諸侯たちはそれぞれ五行の称号を自称し、黄帝もその一人であった。黄帝は道徳を修め、賢士を礼した。しかし在位二十一年に至りて、蚩尤は黄帝の命令に背き反逆した。黄帝は風后・力牧ら賢臣を集め、涿鹿で蚩尤と戦った。黄帝は勝利を得られず、蚩尤は三日間続く大霧を発生させた。風后が指南車を発明し、黄帝は泰山の麓へ逃れた。すると西王母が玄狐の裘を着た使者を遣わし、玄女が鳳凰に乗って降臨することを告げさせた。玄女は黄帝に六甲六壬の兵符、霊宝五帝策使鬼神の書、制妖通霊五明の印、五陰五陽遁元の式、太一十精四神勝負握機の図、五兵河図策精の訣、九光玉節十絶霊幡命魔の剣を授けた。 その後黄帝は諸侯を率いて再戦した。蚩尤は魑魅を駆りて陣を張らせ、風伯・雨師を護衛とし、応竜に水を蓄えさせて黄帝を攻撃させた。黄帝はこれらをことごとく制圧し、絶轡の野・中冀の郷で蚩尤を滅ぼし、その四肢を分けて埋葬した。その後、楡罔は黄帝の統治に背いたため、黄帝は阪泉の野にてこれを誅した。

### 『軒轅黄帝伝』と『歴世真仙体道通鑑』
黄帝は首陽山にて兵器を造り、雷獣・夔の皮を用いて五百里に響く雷音の太鼓を製した。黄帝は兵士に龍鳴を発する角笛を吹奏せしめ、蹴鞠を発明して兵士を訓練した。在位二十二年に至りて、諸侯の中に強大にして暴虐なる蚩尤が黄帝に背き、葛盧山にて兵器を造った。黄帝は風后・力牧ら賢臣を募り、楡罔と謀りを共にして蚩尤を共撃せんとす。黄帝は玉を以て兵と為し、六竜に引かせる象車に乗り、五旗を張りて方位を定めた。蚩尤は涿鹿の野にて三日間百里の大霧を放ち、黄帝軍を惑わした。黄帝は風后に指南車を作らせ、方向を弁じて後、敗れて泰山に帰り、慟然として眠りに就いた。夢中、西王母は玄狐の衣を着た道人を遣わし、兵符を黄帝に授け「太一は前にあり、天一是後ろにあり、これを得れば戦勝し、戦えばすなわち克つ」と曰う。黄帝目覚めて風後に問うと、風后は「これ天意なり、此の戦必ず勝つべし。祭壇を建て祈るべし」と答えた。黄帝は祭壇にて拝伏し、果たして広さ三寸・長さ一尺・上に血書ある青色の兵符を得たり。黄帝は兵符を佩び、天を仰いで嘆ず。天界より玄女が降り、五音権謀・三宮秘略・陰陽の術を教え、『陰符経』と『霊宝五符真文』を授けた。玄女の兵書を得た黄帝は『十六神歴』『勝負握機之図』『黄帝兵法』を著す。王母の兵符を得た黄帝は更に『出軍大帥』『年立成』『太一兵歴』『黄帝出軍新用訣』『黄帝夏氏占兵気』『黄帝十八陣図』『黄帝問玄女之訣』『風后孤虚訣』『務成子玄兵災異占』『鬼臾区兵法』を著した。ここにおいて黄帝は五音権謀を用い、諸侯を率いて冀州にて蚩尤と再戦す。蚩尤は魑魅魍魎を率い、風伯と雨師を招いて大風を造らせ、応竜に命じ水を蓄えさせて攻撃せしむ。黄帝もまた風伯と雨師を招き、天女・魃に命じて雨を止めさせ、応竜を駆逐し、凶犂の谷・犂山の丘にて蚩尤を殺した。蚩尤の刑具たる木械は宋山の上に棄てられ、楓林と化した。蚩尤は身首異処となり、黄帝は心に憐れみを生じ、その首級を寿張に、身体を山陽に葬った。黄帝は蚩尤の兵書『行軍秘術』と『蚩尤兵法』を収め、邪気を鎮めるため蚩尤の姿を旗に描かしめ、これを「蚩尤旗」と名付けた。黄帝は涿鹿に都を定めた後、再び楡罔と天下を争い、阪泉にてこれを破り北戎に放逐した。五十二度の戦いを経て、天下は平定された。黄帝は『楓鼓曲』『霊夔吼』『鵰鶚争』『石墜崖』『壮士怒』『玄雲』『朱鷺』の曲を作り、勝利の凱歌と為した。